# LaGuardia repülőtér

A repülőtér térképe

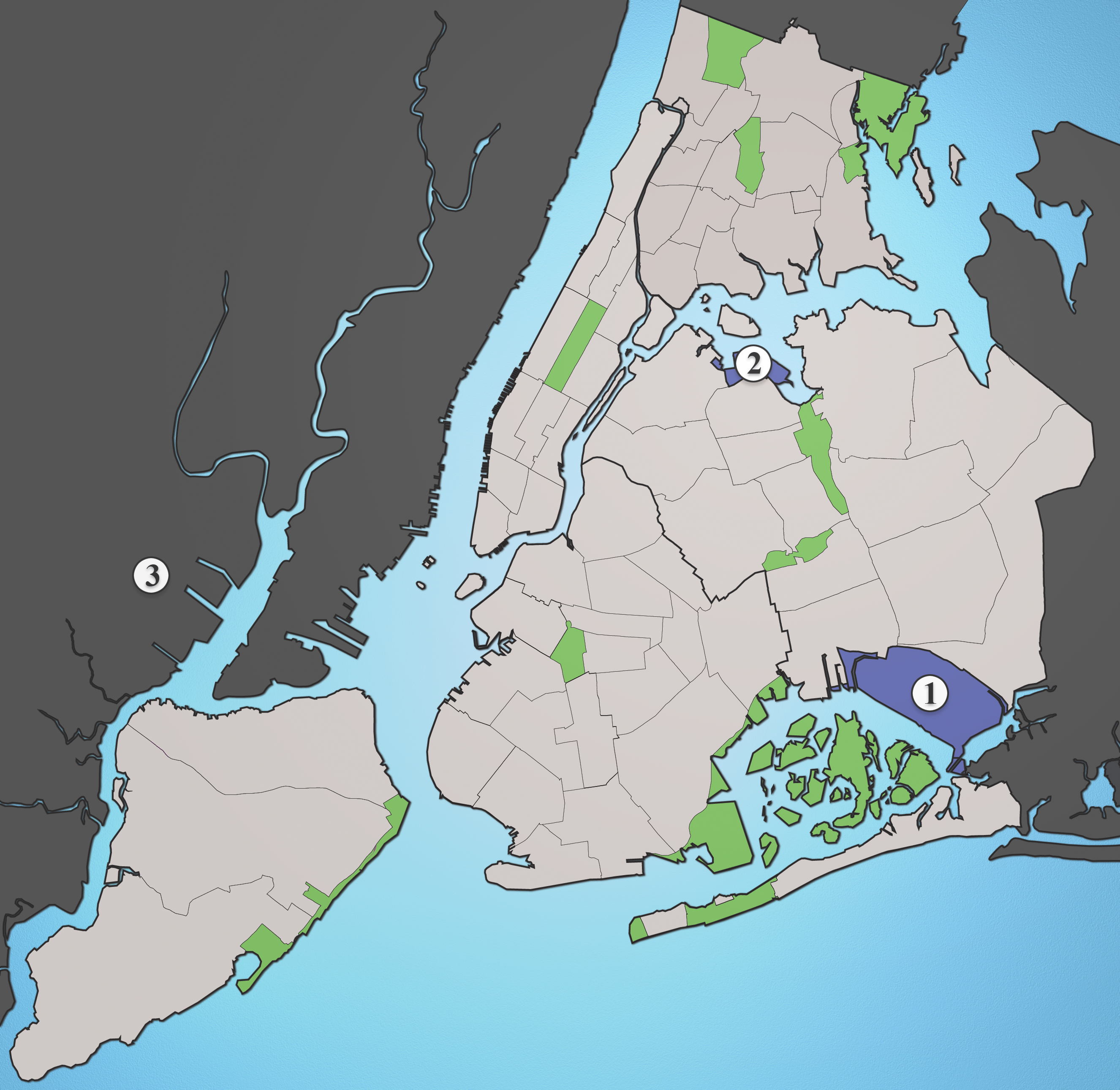
A JFK (1), a LaGuardia (2) és a Newarki (3) repülőterek elhelyezkedése New York környékén.

A LaGuardia repülőtér (LaGuardia Airport) (IATA: LGA, ICAO: KLGA, FAA LID: LGA) New Yorkot kiszolgáló három nemzetközi repülőtér egyike, a  Flushing Bay partján épült Astoria, Jackson Heights és East Elmhurst városrészek mellett, a Queens kerületben van.
Eredeti neve Glenn L. Curtiss Airport volt, később  Fiorello H. La Guardiáról, a korábbi New York-i polgármesterről nevezték el.
1960-ban egy szavazáson a „greatest airport in the world” megtisztelő címet kapta a nemzetközi légiutas-közösségtől. A hivatalos neve ma "LaGuardia Airport" a Port Authority of New York and New Jersey szerint, amely a repteret működteti.
A LaGuardia New York három utasforgalmi repülőtere közül a legkisebb. (A két nagyobb a John Fitzgerald Kennedy nemzetközi repülőtér Queens déli részén és a Newark Liberty nemzetközi repülőtér Newarkban (New Jersey állam)). A LaGuardia azért népszerű, mert közel helyezkedik el Manhattanhez. Kis mérete ellenére korábban menetrendszerűen közlekedtek itt széles testű repülőgépek is; a McDonnell Douglas DC–10-et és Lockheed L–1011-et direkt erre a reptérre tervezték. Ma az egyetlen menetrendszerű nagygép a Delta légitársaság atlantai járatán közlekedő  Boeing 767-300, bár néha Boeing 767-400 is repül a járaton (amit szintén a reptér méreteit figyelembe véve terveztek).
A reptér fókuszpont a Delta Air Lines és az American Airlines számára; az volt a már megszűnt US Airways számára is.
A LaGuardiáról induló járatok többsége az USA és Kanada más városai felé tart, de szezonálisan indulnak járatok Aruba, a Bahama-szigetek és Bermuda felé is.

## Futópályák
A repülőtér futópályái:
- 04/22 (7001 ft, 150 ft, aszfaltbeton)
- 13/31 (7003 ft, 150 ft, aszfaltbeton)

## Forgalom
2005-ben 26 millió utas fordult meg itt; (a JFK-n 41 millió,  a Newarki reptéren kb. 33 millió; összességében kb. 100 millió utas használta a  New York-i reptereket, tehát a New York-i légtér utasforgalma túlszárnyalta a chicagóit és ezzel ez lett a legnagyobb forgalmú amerikai városi légtér.
Az utasforgalom az elmúlt években az alábbi módon változott:
| Utasok száma | 19 686 256 | 20 599 210 | 22 811 935 | 21 986 679 | 25 889 390 | 22 142 336 | 25 707 784 | 29 786 861 | 31 084 894 | 32 372 260 |
|              | 1991       | 1995       | 1998       | 2002       | 2005       | 2009       | 2012       | 2016       | 2019       | 2023       |

## Légitársaságok és úticélok
2025-ben a LaGuardia repülőtérről az alábbi járatok indulnak (Utoljára frissítve: 2025-03-2):

### Személy
| Légitársaság       | Célállomások | Források |
| ------------------ | --- | -------- |
| Air Canada         | Toronto–Pearson Szezonális: Montréal–Trudeau[forrás?] | [ 3 ]    |
| Air Canada Express | Montréal–Trudeau, Toronto–Pearson | [ 3 ]    |
| American Airlines  | Aruba, Boston, Charlotte, Chicago–O'Hare, Dallas Fort Worth, Miami, New Orleans, Orlando, Raleigh/Durham, St. Louis, Tampa, Washington–National Szezonális: Bozeman (újrakezdődik 2025. június 7-től), Calgary (kezdődik 2025. június 7-től), Fort Myers, Glacier Park/Kalispell (újrakezdődik 2025. június 7-től), Nashville,[forrás?] Sarasota, West Palm Beach | [ 9 ]    |
| American Eagle     | Asheville, Boston, Buffalo, Charlottesville (VA), Cincinnati, Cleveland, Columbia (SC), Columbus–Glenn, Dayton, Des Moines, Detroit, Fayetteville/Bentonville, Greensboro, Greenville/Spartanburg, Indianapolis, Knoxville, Little Rock, Louisville, Memphis, Minneapolis/St. Paul, Montréal–Trudeau, Nashville, Norfolk, Oklahoma City, Omaha, Philadelphia (vége 2025. június 5-től), Pittsburgh, Portland (ME), Raleigh/Durham, Richmond, Roanoke, St. Louis, Toronto–Pearson, Tulsa, Washington–National, Wilmington (NC) Szezonális: Bangor,[forrás?] Charleston (SC) (újrakezdődik 2025. június 6-tól), Grand Rapids,[forrás?] Halifax,[forrás?] Hyannis,[forrás?] Key West,[forrás?] Martha's Vineyard,[forrás?] Myrtle Beach (újrakezdődik 2025. június 7-től), Nantucket,[forrás?] Pensacola,[forrás?] Traverse City[forrás?] | [ 9 ]    |
| Delta Air Lines    | Atlanta, Boston, Charleston (SC), Chicago–O'Hare, Dallas Fort Worth, Denver, Detroit, Fort Lauderdale, Fort Myers, Houston–Intercontinental, Kansas City, Miami, Minneapolis/St. Paul, Nassau, New Orleans, Orlando, Sarasota, Tampa, West Palm Beach Szezonális: Salt Lake City | [ 15 ]   |
| Delta Connection   | Albany, Asheville, Bangor, Birmingham (AL), Boston, Buffalo, Burlington (VT), Charleston (SC), Charlotte, Charlottesville (VA), Chattanooga, Cincinnati, Cleveland, Columbia (SC), Columbus–Glenn, Dayton, Des Moines, Fayetteville/Bentonville, Grand Rapids, Greensboro, Greenville/Spartanburg, Huntsville (kezdődik 2025. április 14-től), Indianapolis, Jacksonville (FL), Knoxville, Lexington (újrakezdődik 2025. május 7-től), Little Rock, Louisville, Madison, Memphis, Milwaukee, Montréal–Trudeau, Myrtle Beach, Nashville, Norfolk, Oklahoma City, Omaha, Pensacola, Pittsburgh, Portland (ME), Raleigh/Durham, Richmond, Roanoke, Rochester (NY), St. Louis, Savannah, Syracuse, Toronto–Pearson, Tulsa, Washington–National, Wilmington (NC), Worcester Szezonális: Halifax, Hilton Head,[forrás?] Key West,[forrás?] Martha's Vineyard,[forrás?] Nantucket,[forrás?] Panama City (FL) (kezdődik 2025. június 14-től), Traverse City[forrás?] | [ 15 ]   |
| Frontier Airlines  | Atlanta, Charlotte, Cleveland, Dallas Fort Worth, Miami, Orlando, Raleigh/Durham | [ 25 ]   |
| JetBlue            | Boston (vége 2025. április 29-től), Fort Lauderdale, Orlando, Tampa (újrakezdődik 2025. április 30-tól), West Palm Beach Szezonális: Martha's Vineyard,[forrás?] Nantucket[forrás?] | [ 29 ]   |
| Porter Airlines    | Toronto–Pearson (kezdődik 2025. május 1-től) |          |
| Southwest Airlines | Atlanta, Chicago–Midway, Dallas–Love, Denver, Houston–Hobby, Kansas City, Nashville, New Orleans, St. Louis Szezonális: Orlando[forrás?] | [ 31 ]   |
| Spirit Airlines    | Atlanta, Charleston (SC), Charlotte, Chicago–O'Hare, Columbus–Glenn, Dallas Fort Worth, Detroit, Fort Lauderdale, Houston–Intercontinental, Miami, Myrtle Beach, Nashville, New Orleans, Orlando, West Palm Beach | [ 34 ]   |
| United Airlines    | Chicago–O'Hare, Denver, Houston–Intercontinental | [ 35 ]   |
| United Express     | Washington–Dulles Szezonális: Chicago–O'Hare,[forrás?] Houston–Intercontinental[forrás?] | [ 35 ]   |
| WestJet            | Szezonális: Calgary (kezdődik 2025. május 24-től) |          |